# Докукино (Ардатовский район)
Доку́кино — деревня в Ардатовском районе Нижегородской области. Входит в состав Личадеевского сельсовета.

## Этимология
Название восходит к личному прозвищу русского крестьянина Докуки. Его потомки проживали в этой деревне и позднее и носили фамилию Кукиновых  (от уменьшительно-ласкательной формы имени Кука, Кукин.

## Географическое положение
Деревня Докукино находится на юго-западе Нижегородской области России, на левом берегу реки Нучи, в полутора километрах от её впадения в реку Тёшу. Расстояние от деревни до административного центра муниципального округа Ардатова — 20 км на юго-запад. На юго-востоке примыкает к Докукину примыкает село Личадеево. Деревня соединена дорогами на северо-западе с рабочим посёлком Мухтолово (расстояние 10 км), на севере — с селом Голяткино (2,5 км), на юго-западе — с деревней Новая Лазаревка (2 км). На западе, севере и востоке деревня окружена пойменными лугами, чередующимися с небольшими перелесками. Высота над уровнем моря около 114 метров.
Деревня Докукино, как и вся Нижегородская область, находится в часовой зоне МСК (московское время). Смещение применяемого времени относительно UTC составляет +3:00.

## Административная принадлежность
Деревня Докукино входит в состав Личадеевского сельсовета Ардатовского муниципального округа Нижегородской области Российской Федерации.

## Климат
Деревня находится в зоне умеренно-континентального климата, который характеризуется холодной продолжительной зимой и тёплым, но достаточно коротким летом. За год выпадает в среднем 450—550 мм осадков, из них 68 % — в виде дождя и 32 % — в виде снега. Среднегодовая относительная влажность воздуха — 76 %. Снежный покров достигает 50 см, а в особо снежные зимы может достигать одного метра и более.
Весна приходит резко, обычно к середине апреля, при этом вплоть до середины мая нередки заморозки. Лето сравнительно короткое и достаточно жаркое — в отдельные годы температура может достигать 36 °C. Шапка лета приходится на июль. В конце весны и лета нередки грозы — их может случаться до 20 за год, почти каждый год выпадает град. Осень приходит в сентябре и стоит до начала ноября, но уже в сентябре нередки заморозки. Зима наступает в начале ноября и продолжается до середины марта. Обычно первый снег выпадает в октябре и держится в течение пяти месяцев, сходит к 10—15 апреля. Почва промерзает на глубину 70—90 см.
Вегетационный период составляет 189 дней, продолжительность безморозного периода — 137 дней.

## Население
| Численность населения | Численность населения | Численность населения | Численность населения | Численность населения | Численность населения | Численность населения | Численность населения | Численность населения | Численность населения |
| 1859                  | 1897                  | 1912                  | 1916                  | 1978                  | 1993                  | 1999                  | 2002                  | 2010                  | 2021                  |
| --------------------- | --------------------- | --------------------- | --------------------- | --------------------- | --------------------- | --------------------- | --------------------- | --------------------- | --------------------- |
| 856                   | ↗1076                 | ↘1045                 | ↗2053                 | ↘500                  | ↘278                  | ↘237                  | ↘205                  | ↘166                  | ↘111                  |

## Инфраструктура
В деревне три улицы: Песочная, Северная и Центральная.